# Bryggholmen

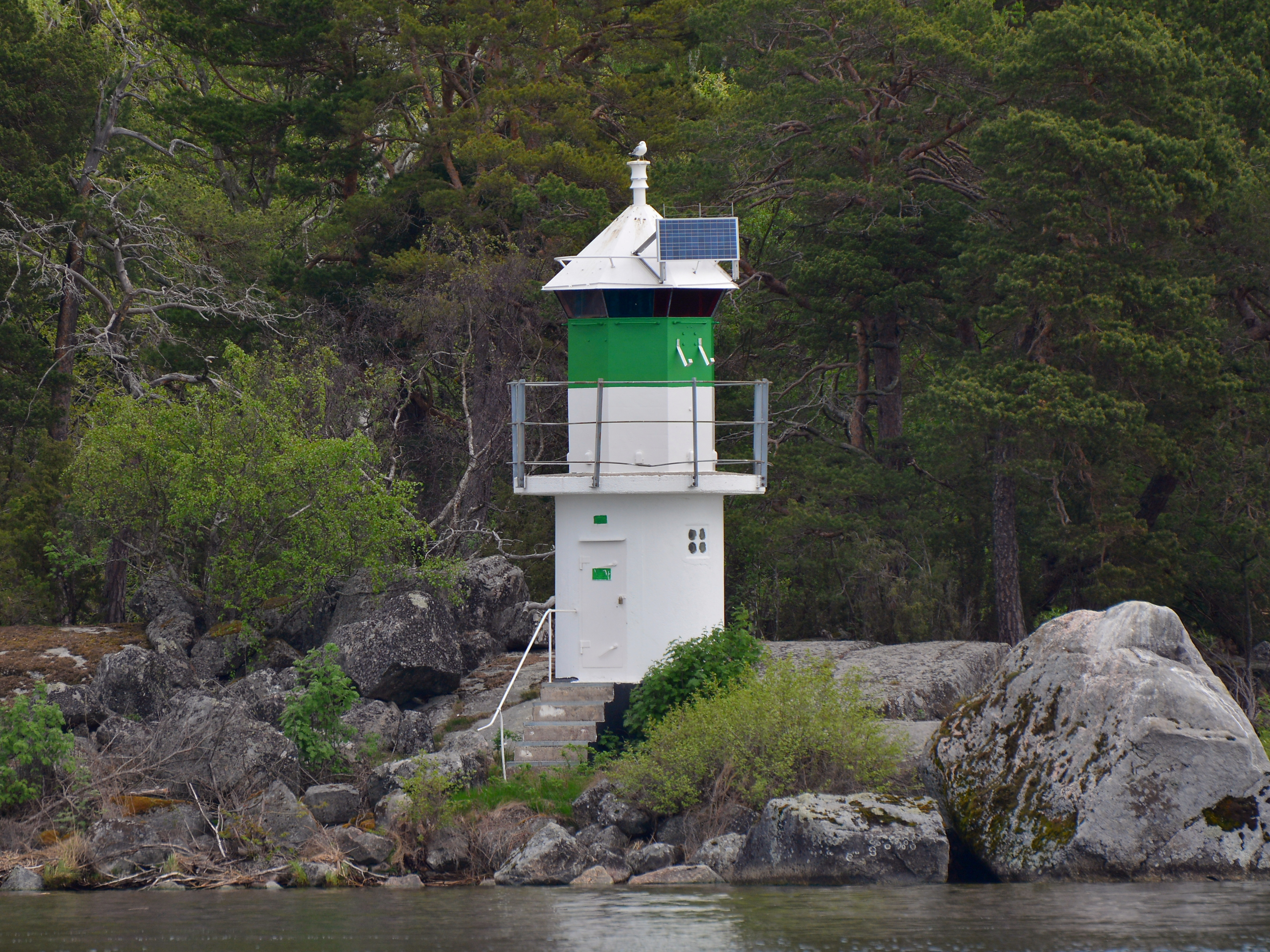
Bryggholmens fyr.

Bryggholmen är en ö i Mälaren cirka 12 km sydost om Enköping. Ön är cirka 3 km lång och 500 m bred och har en yta av 2,97 kvadratkilometer. På den västra delen finns cirka 100 fritidsfastigheter där även några är fastboende. Den östra delen är naturreservat, Bryggholmens naturreservat sedan 2006 och har en rik flora, typisk för Mälarregionen. Ädla lövträd och mistel är vanliga.
Ön har varit bebodd åtminstone sedan vikingatiden. Namnet skrevs 1551 Bryttieholmen och kommer av ordet bryte, möjligen har ön varit kopplad till Husby i Vallby socken, Uppland.
Johan III fick ön som förläning och vistades ofta där. Ett glasbruk anlagt av tyska glasmästare fanns på 1500-talet, glasbruket var i drift fram till 1630-talet. 1939 köptes Bryggholmen av Enköpings kommun i syfte att skapa ett fritidhusområde för stadens invånare 102 tomter styckades av på öns nordvästra del. 2009-2011 anslöts området till kommunalt vatten och avlopp. Ett antal av husen är sedan slutet av 1900-talet permanentbostäder, 2012 fanns 10 permanentboende på ön. Bryggholmens gård drevs fram till juni 2014 av Stiftelsen Bryggholmen. Idag är gården i privat ägo men drivs vidare i stiftelsens anda, med bland annat vandrarhem, stuguthyrning samt gästhamn, färja och kafé under sommarhalvåret.